# 加爾多尼·蓋佐
加爾多尼·蓋佐（Gárdonyi Géza，1863年8月3日—1922年10月30日），是一位匈牙利历史小说作家和记者。19世纪80年代中期，加爾多尼·蓋佐开始为杂志和报纸撰稿。加爾多尼·蓋佐的故居後來都改造成了博物馆。